# 山田聖也
山田 聖也（やまだ せいや、1996年12月2日 - ）は、ジャパンラグビーリーグワン横浜キヤノンイーグルスに所属するラグビー選手。

## プロフィール
- 京都府出身[1]。
- ポジションはウィング(WTB)、フルバック(FB)。
- 身長 171 cm、体重 83 kg
- ニックネームはセーヤ、山ちゃん。
- 関西学生代表に選ばれたことがある[2]。

## 略歴
2015年、京都成章高校卒業後、近畿大学に入る。
2019年、近畿大学卒業後、キヤノンイーグルス(現・横浜キヤノンイーグルス)に加入。
2020年1月12日にジャパンラグビートップリーグ第1節神戸製鋼コベルコスティーラーズ戦に先発出場で公式戦初出場を果たす。